# Ellgau
Ellgau er en kommune i Landkreis Augsburg i Regierungsbezirk Schwaben i den tyske delstat Bayern, med med godt 1.000 indbyggere. Den er en del af Verwaltungsgemeinschaft Nordendorf.

## Geografi
Ellgau ligger cirka 25 kilometer nord for Augsburg tæt ved floden Lech, og knap 15 kilometer syd for byen Donauwörth.

## Nabokommuner
- Allmannshofen (Landkreis Augsburg)
- Meitingen (Landkreis Augsburg)
- Münster (Lech) (Landkreis Donau-Ries)
- Nordendorf (Landkreis Augsburg)
- Oberndorf am Lech (Landkreis Donau-Ries)
- Rain (Lech) (Landkreis Donau-Ries)
- Thierhaupten (Landkreis Augsburg)
- Westendorf (Landkreis Augsburg)